# Биркенштейнс, Фрицис
Фрицис Биркенштейнс (латыш. Fricis Birkenšteins; 30 апреля 1888, Кандавская волость, Лифляндская губерния, Российская империя — 1 ноября  1941, Усольлаг, Соликамск) — латышский государственный и военный деятель, военный министр Латвии (1924), судья, юрист.

## Биография
Учился в Иваново-Вознесенском реальном училище, в 1913 году окончил Киевский коммерческий институт, работал учителем. Во время Первой мировой войны, в 1914 году, был призван на военную службу в Русскую императорскую армию. Окончил в 1915 году Киевское военное училище подпоручиком, в 1916 году — поручик, в 1917 году — штабс-капитан 5-го Земгальского латышского стрелкового полка, позже 7-го Бауского латышского стрелкового полка. В мае 1917 года стал командиром роты, в октябре — комбатом, членом исполкома объединенного совета депутатов латышских стрелковых полков.
После Октябрьской революции в ноябре 1917 года оставил военную службу и работал учителем в Нарве. После начала Борьбы за независимость Латвии вернулся на родину и в марте 1919 года в Лиепае присоединился к Латвийскому ландсверу. Во время войны за свободу Латвии против Красной Армии был помощником командира офицерской роты, следователем и помощником военного прокурора, затем членом военно-полевого суда. В 1920 году ему было присвоено звание подполковника.
В 1921 году был назначен председателем Латвийского военного суда, в 1924 году — военным министром Латвии. Позже в июле 1924 г. назначен помощником главного военного прокурора, затем в 1925 году -членом Верховного военного суда в звании полковника. С июля 1928 года — председатель Верховного военного суда.
После присоединение Латвии к СССР в июне 1941 года был арестован и депортирован в Свердловскую область, где и умер 5 ноября 1941 года в Сурмогском лагере № 1.8. Усольлага.